# Pierre Daniel Chantepie de la Saussaye
Pierre Daniel Chantepie de la Saussaye, född den 9 april 1848 i Leeuwarden, död den 20 april 1920 i De Bilt, var en nederländsk teolog och religionshistoriker. Han var son till Daniel Chantepie de la Saussaye.
Chantepie de la Saussaye blev 1878 professor i religionshistoria vid teologiska fakulteten i Amsterdam, och 1893 teologie professor i Leiden. Han var från 1908 president i nederländska vetenskapsakademien. Chantepie de la Saussaye gjorde sig känd genom sitt stora verk Lehrbuch der Religionsgeschichte. Första upplagan 1887 skrev han själv, men senare upplagor (4:e upplagan 1925) överläts huvudsakligen åt medarbetare. Chantepie de la Saussaye utmärkte sig mera för sin förmåga till överblick än som specialistforskare. Bland övriga verk märks hans arbete om den kristna etiken, Het christerlijk leven (2 band, 1910–1912).